# Chabab Sakia Hamra
Maillots
Le Club Chabab Sakia Hamra (en arabe : نادي شباب الساقية الحمراء), plus couramment abrégé en CC Sakia Hamra, est un club marocain de football fondé en 1977 et basé dans la ville de Laâyoune.
Le club a passé une saison en 3e division du championnat marocain.